# 利斯贝格 (瑞士)

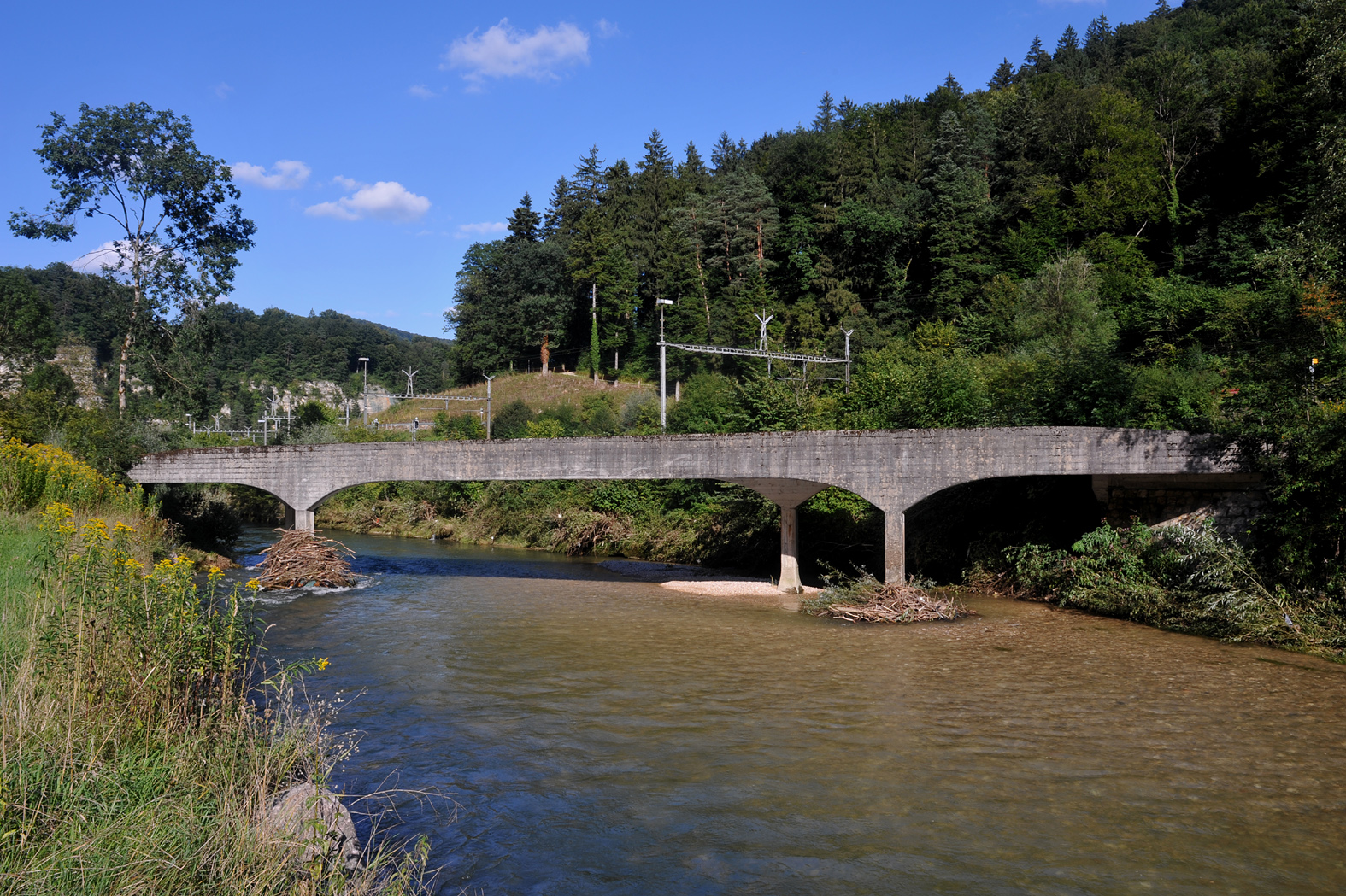

利斯贝格（德语：Liesberg）是瑞士的城鎮，位於該國北部，由巴塞爾鄉村州負責管轄，面積12.49平方公里，海拔高度521米，2012年人口1,176，七成半人口信奉羅馬天主教，人口密度每平方公里94人。

## 外部連結
- Official website （德文）